# Sokola (herb szlachecki)

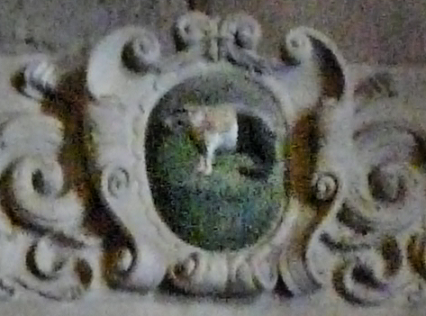
Herb Sokola w bazylice archikatedralnej Wniebowzięcia NMP i św. Wojciecha w Gnieźnie

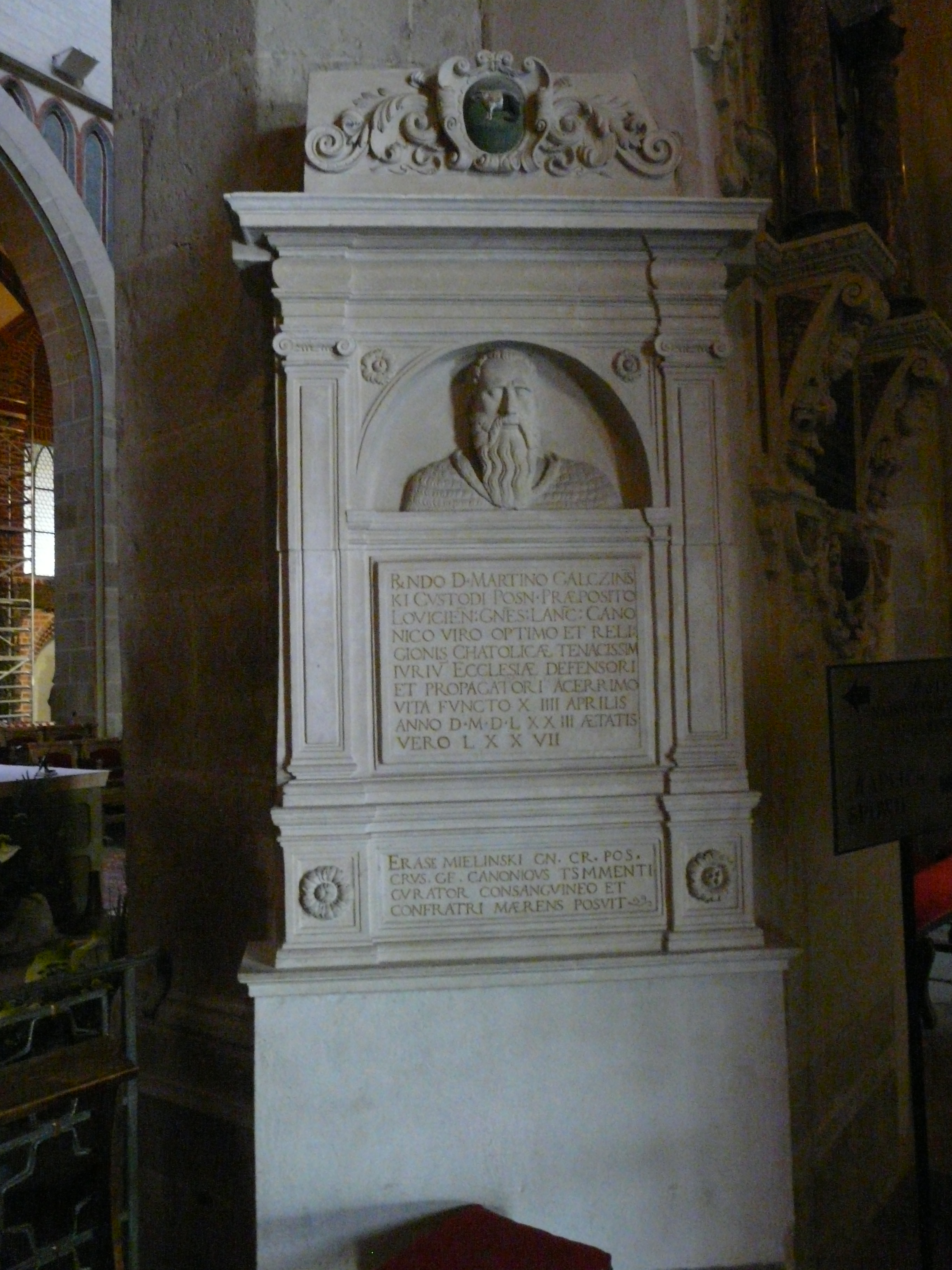
Mogiła Marcina Gałczyńskiego w bazylice św. Wojciecha w Gnieźnie

Sokola (Sokoł, Sokoła) – herb szlachecki.

## Opis herbu
1. W tarczy barwy zielonej przedstawiony jest zwierz kroczący, u którego przednia część ciała, do dzika należąca, w barwie srebrnej jest przedstawiona, zaś zadnia połowa niedźwiedzia jest barwą czarną oddana. Klejnotem jest czarny niedźwiedź wspięty, labry z wierchu zielone, od spodu srebrne.
2. W tarczy srebrnej czarny zwierz kroczący, przód dzika, tył niedźwiedzia mający. W klejnocie niedźwiedź wspięty, labry srebrne wierzchem, czarne spodem.

## Najwcześniejsze wzmianki
Herb wzmiankowany pisemnie po raz pierwszy w 1406, najstarsza pieczęć z 1411 (Jakuba z Kruszy).

## Herbowni
Antoniewicz, Bakłaniec, Berens, Bernsdorf, Bystrzonowski, Drozdeński, Dziadulewicz, Dziedulewicz, Dzięgielewski (z Dzięgiel, pow. Kolno, par. Romany), Galczewski, Galecki, Gałczeński, Gałczyński, Gałecki, Gorecki, Górecki, Hulewicz, Kołaczkowski, Kruszewski, Manicki, Maniecki, Maniewski, Morozowicz, Mrozowicz, Niedźwiecki, Niedźwiedzki, Pigłowski, Podlaski, Sokolikow, Sokoł, Sokołowski (z Sokół pow. Kolno, par. Romany, z Sokół Gotkowo, pow. Grajewo, par.Wąsosz), Ul, Ulewicz, Zrzelski, Zych, Zychalak, Zychowicz (z Solca nad Wisłą).